# Pierpaolo Guerrini
Pierpaolo Guerrini (* 5. Juli 1967 in Salerno) ist ein italienischer Komponist, Tontechniker, Arrangeur und Entwickler. Guerrinis Schaffen erlangte Bekanntheit vor allem durch seine langjährige, enge Zusammenarbeit mit dem italienischen Tenor Andrea Bocelli.

## Werdegang
Schon als Kind interessierte sich Guerrini für Tontechnik und deren wissenschaftliche Grundlagen. Seine musikalische Ausbildung begann als 13-Jähriger in der Pfarrei des Ortes Santo Pietro Belvedere (Pisa, Italien), gefolgt von Privatunterricht (Klavier), und Diplom in Gehörbildung und Musiklehre am Konservatorium Rinaldo Franci in Siena.
Mit 17 Jahren spielte Pierpaolo Guerrini zunächst Barpiano; ab 1987 gehörte er an den Keyboards zu der italienischen Band Homo Sapiens, die mit dem Song Bella Da Morire 1977 als Gewinner des Sanremo-Festivals hervorging.
Noch vor dessen Berühmtheit begann Guerrini 1993 eine bis heute andauernde, enge Zusammenarbeit mit dem italienischen Sänger und Tenor Andrea Bocelli. Die Schönheit Bocellis Stimme, und eine sich zwischen beiden entwickelnde Freundschaft inspirierten Guerrini fortan bei seinem musikalischen Schaffen. Er wurde persönlicher Toningenieur des Tenors.
Im gleichen Jahr war Guerrini als Arrangeur beteiligt an der Vorproduktion zu Bocellis Debütalbum Il Mare Calmo Della Sera, mit dessen Titelsong Bocelli 1994 den Newcomer-Preis des Sanremo-Festivals gewann. Speziell für Bocelli arrangierte Guerrini eine Soloversion des von Zucchero und Bono geschriebenen Duett-Titels Miserere.
Für die Sängerin Kabru textete und komponierte er 1997 den Latino-Popsong Puppua, der in Spanien zu einer Hymne der FIFA WM 1998 wurde. Auch in Italien wurde der Titel bekannt, längere Zeit insbesondere durch die Sendung Striscia la notizia des Fernsehsenders Canale 5.
Für Bocellis Album Sogno schrieb Guerrini noch im gleichen Jahr unter Mitarbeit von Mauro Malavasi den Titel Cantico.
2001 schrieb Guerrini gemeinsam mit Paolo Luciani Melodramma und mit Giorgio Calabrese als Textdichter L’Abitudine zu Bocellis Album Cieli Di Toscana. Beide Titel wurden als Singles ausgekoppelt.
Viele neue Titel schrieben Bocelli und Guerrini gemeinsam, so 2003 Guerrinis Komposition Sempre O Mai zu Bocellis Album Andrea. Der Liedtext stammt aus der Feder von Bocelli.
Es folgten Jahre unterschiedlicher Veröffentlichungen, in denen sich Guerrini den Genres Pop, Latino, und Klassik zuwendete. Seine Leidenschaft für elektronische Musik, Synthesizer und Analogtechnik, trieb ihn an zu genreübergreifenden Experimenten: von Hip-Hop bis Dance, zur Lounge-Musik, Filmmusik, Audio-Spots und Hintergrund-Soundtrack für audiovisuelle Vertonungen.
Gemeinsam mit David Foster, Humberto Gatica und Tony Renis arbeitete Guerrini 2006 als Toningenieur an Andrea Bocellis Album Amore, das für einen Latin Grammy Award (Kategorie: Best Engineered Album) nominiert wurde.
Auch 2009 war Guerrini als Bocellis Tontechniker international aktiv: Bei Aufnahmen zu God Bless Us Everyone, Soundtrack zu Disneys A Christmas Carol (Disneys Eine Weihnachtsgeschichte), arbeitete Guerrini an der Seite von Produzent/Komponist Alan Silvestri.
Es folgten für David Foster die Aufnahmen zu Bocellis erstem Weihnachtsalbum My Christmas. Guerrini war dabei erneut als Tontechniker tätig. So auch 2011 für die Gesangsaufnahmen von Tony Bennett und Andrea Bocelli zum Duett-Titel Stranger In Paradise, und für die CD/DVD Concerto: One Night In Central Park, für die er Bocellis Gesang mischte.
In Santo Pietro Belvedere eröffnete Guerrini 2011 ein eigenes, professionelles Tonstudio, genannt PPG Studios.
Für die MTV Europe Music Awards Show arrangierte Guerrini 2015 die Musik zu Just Give Me A Reason, im Duett live gesungen von Tori Kelly und Andrea Bocelli.
Weiter war Guerrini als Tontechniker tätig, um in Theaterhäusern lyrische Opern aufzunehmen und diese später im eigenen Tonstudio zu vervollständigen, so beispielsweise:
- 2015 im Palau De Les Arts in Valencia (Spanien) die Oper Manon Lescaut (Giacomo Puccini), dirigiert von Plácido Domingo, unter Mitwirkung von Andrea Bocelli und Chris Alder.[13]
- Dirigiert von Zubin Mehta, zeichnete Guerrini am gleichen Ort die Oper Turandot (Giacomo Puccini) auf.[14]
- Erneut mit Zubin Mehta als Dirigent, folgte im Teatro Del Maggio in Florenz die Oper Aida (Giuseppe Verdi).[15]

Für den Soundtrack der Expo Di Milano 2015 bearbeitete und mischte Guerrini den von Andrea Bocelli gesungenen Titel La Forza Del Sorriso in den PPG Studios.
In der Kategorie Beste Aufnahme des Jahres erhielt der von Pierpaolo Guerrini, Humberto Gatica und Martin Nessi gemischte Titel Me Falterás, gesungen von Andrea Bocelli, eine Nominierung für die Latin Grammy Awards 2016.
Bocellis Album Cinema wurde 2017 als Best Traditional Pop Vocal Album für einen Grammy nominiert. Guerrini war als Toningenieur für alle Gesangsaufnahmen von Andrea Bocelli zuständig.
Für Perfect Symphony nahm Guerrini den Gesang von Ed Sheeran und Andrea Bocelli auf. Ein am 15. Dezember 2017 auf YouTube gepostetes, offizielles Video des Titels erhielt innerhalb von vier Wochen 75 Millionen Aufrufe. Neben Bocellis Familie und Haus in der Toskana, ist auch Pierpaolo Guerrini mehrmals zu sehen. Von Bocelli hört man, wie er (bei 0:29) nach „Pierpaaa“ (Pierpaolo) ruft.
Das 2018 veröffentlichte Album Sì von Andrea Bocelli erreichte Platz 1 der UK- und US-Album-Charts unter umfangreicher Beteiligung von Pierpaolo Guerrini.
Als Pianist ist Guerrini in dem von ihm geschriebenen Titel I Am Here zu hören, ebenso in dem von ihm produzierten Titel Vivo. Außerdem produzierte er Sono Qui (Acoustic).
Für das gesamte Album war Guerrini als Toningenieur für alle Gesangsaufnahmen von Andrea Bocelli, dessen Sohn Matteo Bocelli (Fall On Me), und Sopranistin Aida Garifullina (Ave Maria Pietas) zuständig.
Während der Corona-Pandemie 2020 realisiert Guerrini als Audio-Produzent einen Live Stream aus dem Mailänder Dom mit dem Sänger Andrea Bocelli. Im gleichen Jahr mischt und mastert Guerrini das neue Album Believe von Andrea Bocelli.
2021 produziert Guerrini Akustikversionen der Titel Hallelujah und Believe mit Andrea Bocelli als Sänger, begleitet einzig von einem Flügel.
Unter dem Titel Hauser & Pierpaolo Guerrini veröffentlicht Guerrini ein Jahr später die erste Single unter eigenem Namen, mit dem von ihm komponierten Stück Intimate, vorgetragen von dem kroatischen Cellisten Stjepan Hauser und Pierpaolo Guerrini am Flügel.
Im Fraschini-Theater in Padua entsteht zu Intimate ein Video, unter anderem mit den Primi Ballerini, den besten Tänzern der Mailänder Scala, Virna Toppi und Nicola Del Freo.
2023 folgt eine weitere Single Once and Now, geschrieben und vorgetragen von Pierpaolo Guerrini und dem Grammy und Oscar nominierten, kanadischen Pianisten Stephan Moccio.
Für das seit 1959 jährlich in Italien stattfindende Kinder-Songfestival "Zecchino d’Oro" schreibt Guerrini das Lied Le dita nel naso und erreicht damit im Dezember 2023 das Finale, übertragen vom italienischen Fernsehsender Rai 1.
Anlässlich seiner dreißigjährigen Karriere veröffentlicht Guerrini am 10. November 2023 das Instrumental-Album Friends mit den Titeln: Unity Machine, Variable Timing, Andromeda's Sky, Intimate, Alen, The Fifth Line, Arpmatic, Ego, I Am Here, Till Here, und Once And Now.
Für die dreitägige Konzertreihe "Andrea Bocelli 30 - The Celebration", die am 15., 17., und 19. Juli 2024 im Teatro del Silenzio, Lajatico, Toskana, zur Feier von Bocellis dreißigjähriger Musikkarriere stattfindet, mischt Guerrini in seinen PPG Studios den Soundtrack. Mercury Productions produziert über diese Events zwei Filme für Kino und Streaming. Von dem beliebten italienischen Mediaset TV-Sender Canale 5  werden die Filme am 11. und 18. Dezember 2024 ausgestrahlt. TBN startet das Streaming am 4. Januar 2025. Unter den Mitwirkenden befinden sich: Ed Sheeran, Brian May, Laura Pausini, Giorgia, Jon Batiste, Shania Twain, Sofia Carson, Eros Ramazzotti, Matteo Bocelli, Virginia Bocelli, Johnny Depp, Will Smith, Láng Lang, Plácido Domingo, José Carreras, Tiziano Ferro, Aida Garifullina, Nadine Sierra.
Anlässlich Bocellis dreißigjähriger Musikkarriere erscheint 2024 das Album Duets, für das Guerrini den Titel Bambina Mia Ricordati produziert.
Für den philippinischen Sänger Marcelito Pomoy produziert Guerrini im gleichen Jahr das Album Duet Myself, sowie drei Singles mit Kompositionen von Guerrini: Vincerò Vincerò, Dream My Dreams, und Merry Christmas (You’re Not Alone).

## Sound6d
Einer eigenen Idee folgend, entwickelte Guerrini in Zusammenarbeit mit Lando Santerini unter dem Namen Sound6d ein Verfahren zur Aufnahme und Wiedergabe von Schallquellen und ihrer Anordnung im Raum, unter Berücksichtigung von nicht nur zwei Richtungen wie bei üblichen Stereoaufnahmen, sondern von sechs: vorn, hinten, rechts, links, oben, unten. Es ist patentiert.
Mit einem von Guerrini entwickelten Gerät Pillow6d, einem Kissen, auf dem der Kopf des liegenden Zuhörers ruht, erfolgt die als räumlich und detailreich empfundene Wiedergabe. Das Gerät ist für medizinische Anwendungen und Psychotherapie, Wellness, zur Entspannung und zum Autogenen Training gedacht.

## Nominierungen
- Nominierung Latin Grammy Award 2007 (Best Engineered Album)
- Nominierung Latin Grammy Award 2016 (Beste Aufnahme des Jahres)
- Nominierung Grammy Award 2017 (Best Traditional Pop Vocal Album)

## Produktionen (Auswahl)
- 1993 Misere - Andrea Bocelli (Arrangeur Vorproduktion), Sorrisi E Canzoni TV, Sugar
- 1997 Puppua – Kabru (Komponist) Dig It International, Blanco Y Negro
- 1998 Cantico – Andrea Bocelli (Co-Komponist) Polydor, Sugar Music
- 2001 Melodramma – Andrea Bocelli (Co-Komponist) Polydor, Universal/Sugar
- 2001 L’abitudine – Andrea Bocelli (Komponist) Polydor, Universal/Sugar
- 2003 Sempre O Mai – Andrea Bocelli (Komponist), Philips, Universal/Sugar
- 2006 Amore – Andrea Bocelli (Toningenieur), Sugar Music/Decca
- 2009 God Bless Us Everyone – Andrea Bocelli (Toningenieur), Walt Disney Records
- 2009 My Christmas – Andrea Bocelli (Toningenieur), Universal/Philips/Decca/Verve/Sugar
- 2011 Stranger in Paradise – Tony Bennet, Andrea Bocelli (Toningenieur), Columbia
- 2011 One Night in Central Park – Andrea Bocelli (Toningenieur), Sugar Music
- 2014 Manon Lescaut – Andrea Bocelli, Ana María Martínez, u. a. (Toningenieur), Decca
- 2015 Turandot – Andrea Bocelli, Jennifer Wilson, u. a. (Toningenieur)
- 2015 Aida – Andrea Bocelli, Kristin Lewis, u. a., (Toningenieur, Bearbeiter, Produzent), Decca
- 2015 Cinema – Andrea Bocelli (Toningenieur, Digitale Bearbeitung), Decca
- 2017 Perfect Symphony – Andrea Bocelli, Ed Sheeran (Toningenieur)
- 2018 Sì - Andrea Bocelli (Toningenieur, Komponist, Textdichter, Produzent, Pianist), Decca

- 2020 Livestream aus dem Mailänder Dom - Andrea Bocelli (Audio-Produzent)
- 2020 Believe - Andrea Bocelli (Toningenieur)
- 2021 Hallelujah, Believe (Akustikversionen) - Andrea Bocelli (Produzent)
- 2022 Intimate - Hauser & Pierpaolo Guerrini (Komponist, Pianist)
- 2023 Once and Now - Stephan Moccio & Pierpaolo Guerrini (Komponist, Pianist)
- 2023 Le dita nel naso (Komponist)
- 2023 Friends - Pierpaolo Guerrini & Diverse (Komponist, Pianist)
- 2024 Andrea Bocelli 30 - The Celebration (Toningenieur)
- 2024 Bambina Mia Ricordati - Andrea Bocelli (Produzent, Pianist, Komponist, Toningenieur)
- 2024 Duet Myself - Marcelito Pomoy (Produzent, Toningenieur)
- 2024 Vincerò Vincerò, Dream My Dreams, Merry Christmas - Marcelito Pomoy (Produzent, Komponist, Toningenieur)